# Laxta minima
Laxta minima är en kackerlacksart som först beskrevs av Shaw 1925.  Laxta minima ingår i släktet Laxta och familjen jättekackerlackor. Inga underarter finns listade i Catalogue of Life.